# Thomas Fabri
Thomas Fabri (* vor 1400; † nach 1415) war ein franko-flämischer Komponist und Sänger der frühen Renaissance.

## Leben und Wirken
Fabris tatsächliche Lebenszeit sowie sein Geburts- und Sterbeort konnten von der musikhistorischen Forschung bisher nicht ermittelt werden. Er war Schüler bei Jean de Noyers (genannt Johann Tapissier), der im Herzogtum Burgund als Hofkomponist tätig war, und bei Magister Egardus (genannt Johann Ecghaerd) in Brügge, der ab 1370/71 als Succentor an St. Donatian wirkte. Vom 23. Juni 1412 bis zum Jahr 1415 war Fabri Priester und Chormeister an der Kirche St. Donatian. Dort waren im 15. Jahrhundert noch weitere, heute bekannte Musiker tätig, wie Jacobus Vide, Gilles Joye und Guillaume Dufay.
Vier handschriftlich überlieferte Kompositionen werden Thomas Fabri zugeschrieben. Das Gloria mit dem Vermerk „scolaris Tapissier“ bildet ein Paar mit dem darauf folgenden Credo von Tapissier selbst. Die übrigen drei Stücke befinden sich in einem fragmentarischen Manuskript österreichischer Herkunft, welches auch das Repertoire der Ars nova enthält. Die Komposition „Sinceram salutem“ besteht aus drei hintereinander notierten Abschnitten, ist als Rätselkanon komponiert und wird als unvollständige Antiphon angesehen. In ihr wird auch ein „Frater Buclarus“ angesprochen, ebenso wie in dem Johann Ecghaerdt zugeschriebenen Kanon „Furnos reliquisti quare?“. Fabris Rondeau „Ach vlaendere vrie“ mit dem Text eines anonymen Dichters bezieht sich auf die Unterwerfung Flanderns unter burgundische Herrschaft im Jahr 1384 und erinnert deutlich an das Chanson-Repertoire des burgundischen Hofs. Die Motette „Nove cantum melodie“ von Gilles Binchois enthält eine namentliche Erwähnung Fabris, ein weiterer Beleg für dessen Verbindung zu Burgund. Fabris einstimmiges Mailied „Die mey so lieflic wol ghebloit“ schließlich ist als Rondeau-Refrain angelegt mit Kadenzformeln, die ebenfalls eine Ähnlichkeit mit den Chansons am burgundischen Hof besitzen.

## Bedeutung
Thomas Fabri gehört auf Grund seiner Lebenszeit und seines musikalischen Stils zur ersten Generation der franko-flämischen Komponisten. Der niederländische Musikwissenschaftler Bruno Bouckaert schreibt hierzu: „Obwohl diese Werke noch immer die typischen Kennzeichen der Ars subtilior aufweisen, klingen sie viel moderner und stehen mit ihrer syllabischen Deklamation, dem Gebrauch der Imitation, der mehr homophonen Stimmführung und der übersichtlichen Struktur nahe bei dem aufblühenden burgundischen Chanson-Repertoire der Komponisten-Generation vor Dufay.“

## Werke
- „Ach vlaendere vrie“ (Rondeau)
- „Die mey so lieflic wol ghebloit“ (Ballade)
- Gloria (aufbewahrt im Civico Museo Bibliografico Musicale zu Bologna)
- „Sinceram salutem care mando vobis“ (Antiphon, unvollständig)